# Maryam Turganbajeva
Maryam Tugambayeva, även kallad Mariya Tuganbayeva, född 1907, död 1986, var en sovjetisk (kirgizisk) politiker (kommunist). 
Hon var ordförande för Kirgiziska SSR gemensamt med Mikhail Ivanovich Us under år 1937. 
Hon var som sådan nominellt Kirgizistans första kvinnliga statschef. Tugambayeva var vice ordförande för Kirgiziska SSR mellan 1932 och 1937. Efter henne var Kalima Amankulova ensam statschef under år 1938. 